# Van Boshuizenstraat
De Van Boshuizenstraat in Amsterdam-Buitenveldert kreeg zijn naam bij een raadsbesluit van 15 januari 1958 en werd vernoemd naar Koenraad van Boshuizen, baljuw van Amstelland en Waterland (1515-1530).

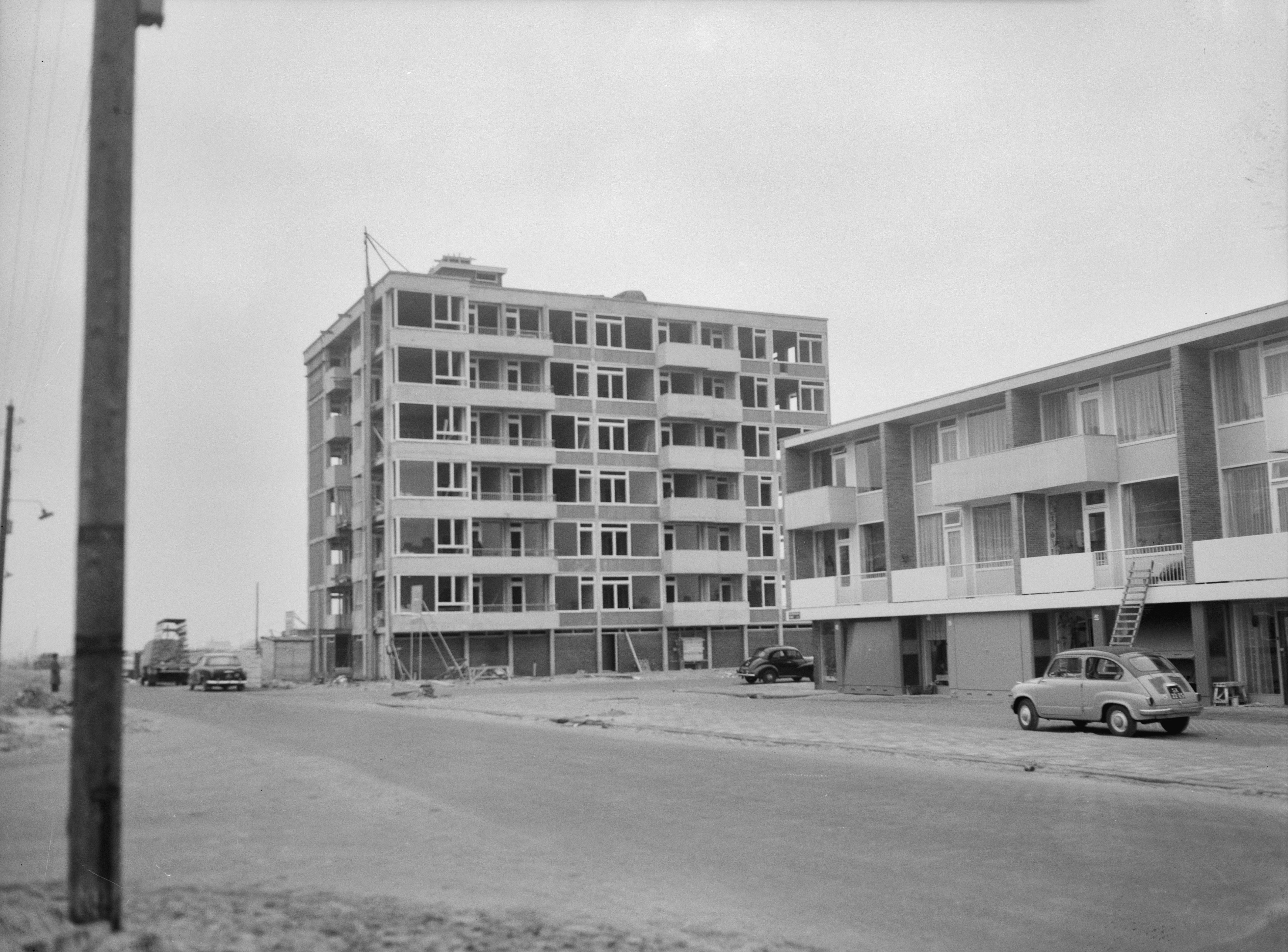
Van Boshuizenstraat in 1960

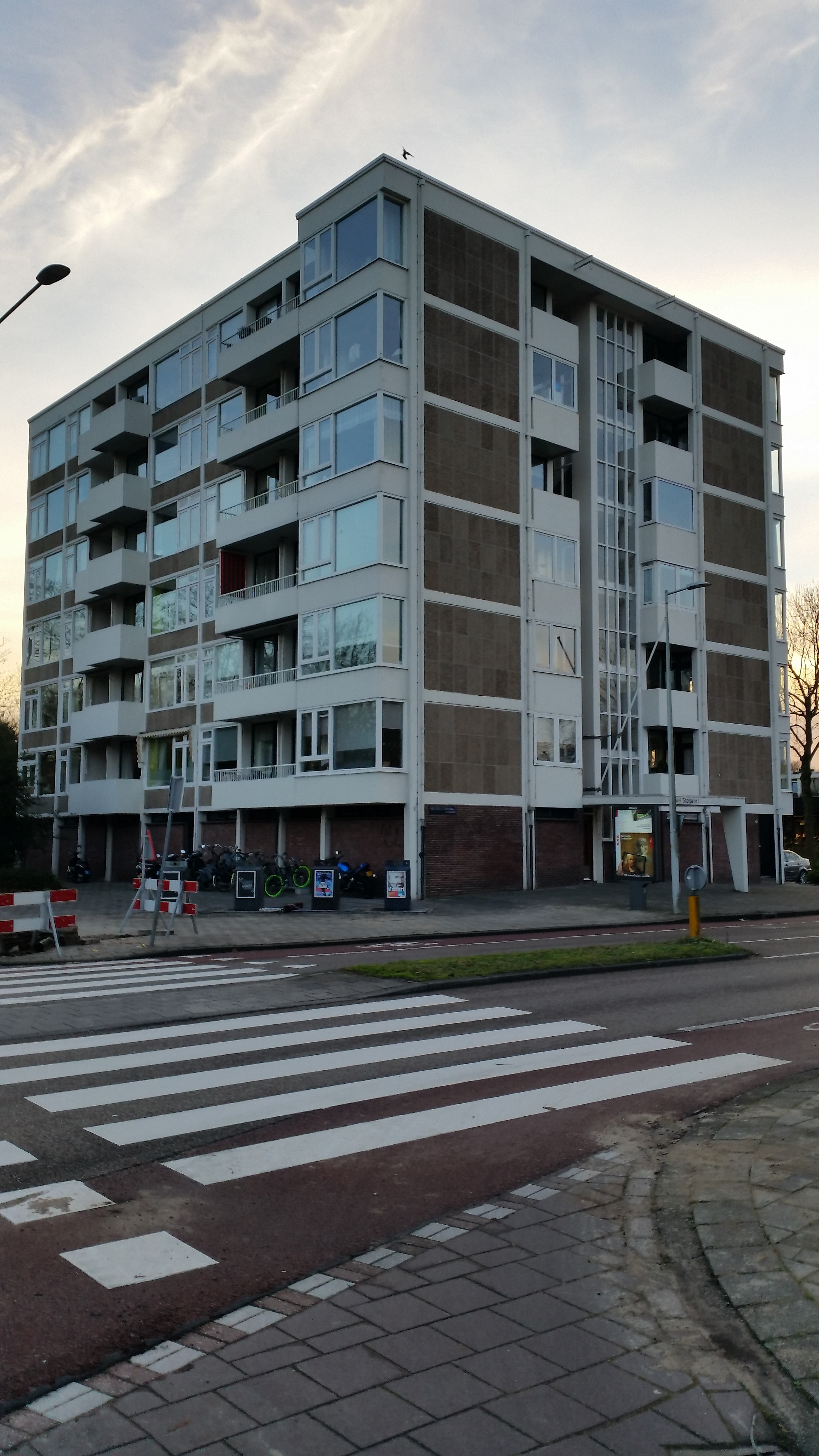
Flat Daniël Stalpaert (november 2018)

De straat loopt van oost naar west vanaf de rotonde bij de Europaboulevard en kruist onder meer de Van Heenvlietlaan, Van Leijenberghlaan en Reimersbeek en eindigt bij de Buitenveldertselaan (hier bevindt zich de tramhalte Van Boshuizenstraat). Het hoogste huisnummer is 700, een van de weinige huisnummers aan de noordkant van de straat.
Aan de straat staat een aantal torentjes ontworpen door architect Bernard Bijvoet waarvan flat 1 tot en met 73 vernoemd is naar Daniël Stalpaert. Op de kruising met de Europaboulevard staat een titelloos kunstwerk van Alfred Eikelenboom.